# Filmografie Andyho Warhola
Následující filmy produkoval nebo režíroval Andy Warhol. Padesát z nich je zachováno v Muzeu moderního umění.

## Filmografie
| Rok  | Film                                                                  | Hrají | Poznámky                |
| ---- | --------------------------------------------------------------------- | --- | ----------------------- |
| 1963 | Sleep                                                                 | John Giorno | více než 320 minut      |
| 1963 | Andy Warhol Films Jack Smith Filming Normal Love                      | |                         |
| 1963 | Sarah-Soap                                                            | Sarah Dalton |                         |
| 1963 | Denis Deegan                                                          | Denis Deegan |                         |
| 1963 | Kiss                                                                  | Naomi Levine, Gerard Malanga, Rufus Collins, Ed Sanders, Freddie Herko, Johnny Dodd, Mark Lancaster |                         |
| 1963 | Rollerskate/Dance Movie                                               | Freddie Herko |                         |
| 1963 | Jill and Freddy Dancing                                               | Freddie Herko |                         |
| 1963 | Elvis at Ferus                                                        | Irving Blum |                         |
| 1963 | Taylor and Me                                                         | Taylor Mead |                         |
| 1963 | Tarzan and Jane Regained... Sort of                                   | Taylor Mead, Dennis Hopper, Naomi Levine |                         |
| 1963 | Duchamp Opening                                                       | Irving Blum, Gerard Malanga |                         |
| 1963 | Salome and Delilah                                                    | Freddie Herko |                         |
| 1963 | Haircut No. 1                                                         | Billy Name |                         |
| 1963 | Haircut No. 2                                                         | Billy Name |                         |
| 1963 | Haircut No. 3                                                         | Johnny Dodd, Billy Name |                         |
| 1963 | Henry in Bathroom                                                     | Henry Geldzahler |                         |
| 1963 | Taylor and John                                                       | John Giorno, Taylor Mead |                         |
| 1963 | Bob Indiana, Etc.                                                     | John Giorno |                         |
| 1963 | Billy Klüver                                                          | John Giorno |                         |
| 1963 | John Washing                                                          | John Giorno |                         |
| 1963 | Naomi and John                                                        | John Giorno |                         |
| 1964 | Screen Tests                                                          | |                         |
| 1964 | Naomi and Rufus Kiss                                                  | Naomi Levin, Rufus Collins |                         |
| 1964 | Blow Job                                                              | DeVeren Bookwalter, Willard Maas (offscreen) |                         |
| 1964 | Jill Johnston Dancing                                                 | Jill Johnston |                         |
| 1964 | Shoulder                                                              | Lucinda Childs |                         |
| 1964 | Eat                                                                   | Robert Indiana |                         |
| 1964 | Dinner at Daley's                                                     | |                         |
| 1964 | Soap Opera                                                            | Jane Holzer, Rufus Collins, Gerard Malanga |                         |
| 1964 | Batman Dracula                                                        | Gregory Battcock, Rufus Collins, Henry Geldzahler, Jane Holzer, Naomi Levine, Ivy Nicholson, Gerard Malanga, Taylor Mead, Mario Montez                                                                     |                         |
| 1964 | Three                                                                 | Walter Dainwood, Gerard Malanga, Ondine |                         |
| 1964 | Jane and Darius                                                       | Jane Holzer |                         |
| 1964 | Couch                                                                 | Gregory Corso, Allen Ginsberg, Gerard Malanga, Naomi Levin, Henry Geldzahler, Taylor Mead |                         |
| 1964 | Empire                                                                | | 8 hodin a 5 minut       |
| 1964 | Henry Geldzahler                                                      | Henry Geldzahler |                         |
| 1964 | Taylor Mead's Ass                                                     | Taylor Mead |                         |
| 1964 | Six Months                                                            | | screentesty             |
| 1964 | Mario Banana                                                          | Mario Montez |                         |
| 1964 | Harlot                                                                | Gerard Malanga, Mario Montez |                         |
| 1964 | Mario Montez Dances                                                   | Mario Montez |                         |
| 1964 | Isabel Wrist                                                          | Isabel Eberstadt |                         |
| 1964 | Imu and Son                                                           | Imu |                         |
| 1964 | Allen                                                                 | Gerard Malanga, Taylor Mead |                         |
| 1964 | Philip and Gerard                                                     | Phillip Fagan, Gerard Malanga |                         |
| 1964 | 13 Most Beautiful Women                                               | Baby Jane Holzer, Anne Buchanan, Sally Kirkland, Barbara Rose, Beverly Grant, Nancy Worthington Fish, Ivy Nicholson, Ethel Scull, Isabel Eberstadt, Jane Wilson, Imu, Marisol, Lucinda Childs, Olga Kluver | složeno ze screen testů |
| 1964 | 13 Most Beautiful Boys                                                | Freddy Herko, Gerard Malanga, Denis Deegan, Winthrop Kellogg Edey, Bruce Rudow | složeno ze screen testů |
| 1964 | 50 Fantastics and 50 Personalities                                    | Allen Ginsberg, Ed Sanders, Jim Rosenquist, Zachary Scott, Peter Orlovski, Daniel Cassidy, Harry Fainlight                                                                                                 | složeno ze screen testů |
| 1964 | Pause                                                                 | |                         |
| 1964 | Messy Lives                                                           | |                         |
| 1964 | Lips                                                                  | |                         |
| 1964 | Apple                                                                 | |                         |
| 1964 | The End of Dawn                                                       | |                         |
| 1965 | John and Ivy                                                          | Ivy Nicholson, John Palmer |                         |
| 1965 | Screen Test #1                                                        | Philip Fagan |                         |
| 1965 | Screen Test #2                                                        | Mario Montez |                         |
| 1965 | The Life of Juanita Castro                                            | Marie Menken, Mercedes Ospina, Ronald Tavel |                         |
| 1965 | Drink                                                                 | Emile de Antonio |                         |
| 1965 | Suicide                                                               | |                         |
| 1965 | Horse                                                                 | Gregory Battcock, Larry Letreille |                         |
| 1965 | Vinyl                                                                 | Gerard Malanga, Ondine, Edie Sedgwick |                         |
| 1965 | Bitch                                                                 | Gerard Malanga, Marie Menken, Edie Sedgwick |                         |
| 1965 | Poor Little Rich Girl                                                 | Edie Sedgwick |                         |
| 1965 | Face                                                                  | Edie Sedgwick |                         |
| 1965 | Restaurant                                                            | Bibbe Hansen, Donald Lyons, Ondine, Edie Sedgwick |                         |
| 1965 | Kitchen                                                               | Donald Lyons, René Ricard, Edie Sedgwick, Roger Trudeau |                         |
| 1965 | Afternoon                                                             | Dorothy Dean, Donald Lyons, Ondine, Edie Sedgwick |                         |
| 1965 | Beauty No. 1                                                          | Edie Sedgwick |                         |
| 1965 | Beauty No. 2                                                          | Gerard Malanga, Gino Piserchio, Edie Sedgwick, Chuck Wein |                         |
| 1965 | Space                                                                 | Edie Sedgwick |                         |
| 1965 | Factory Diaries                                                       | Paul America, Billy Name, Ondine, Edie Sedgwick |                         |
| 1965 | Outer and Inner Space                                                 | Edie Sedgwick |                         |
| 1965 | Prison                                                                | Bibbe Hansen, Marie Menken, Edie Sedgwick |                         |
| 1965 | The Fugs and The Holy Modal Rounders                                  | The Fugs, The Holy Modal Rounders |                         |
| 1965 | Paul Swan                                                             | Paul Swan |                         |
| 1965 | My Hustler                                                            | Paul America, Ed Hood |                         |
| 1965 | My Hustler II                                                         | Paul America, Pat Hartley, Gerard Malanga, Billy Name, Ingrid Superstar |                         |
| 1965 | Camp                                                                  | Jane Holzer, Gerard Malanga, Mario Montez, Paul Swan |                         |
| 1965 | More Milk, Yvette                                                     | Mario Montez |                         |
| 1965 | Lupe                                                                  | Billy Name, Edie Sedgwick |                         |
| 1965 | The Closet                                                            | Nico |                         |
| 1966 | Ari and Mario                                                         | Mario Montez, Nico |                         |
| 1966 | 3 Min. Mary Might                                                     | |                         |
| 1966 | Eating Too Fast                                                       | Gregory Battcock |                         |
| 1966 | The Velvet Underground and Nico: A Symphony of Sound                  | Moe Tucker, John Cale, Sterling Morrison, Lou Reed, Nico, Ari Boulogne |                         |
| 1966 | The Velvet Underground (nebo také Moe in Bondage či Moe Gets Tied Up) | Moe Tucker, John Cale, Sterling Morrison, Lou Reed |                         |
| 1966 | Hedy                                                                  | Gerard Malanga, Mario Montez, Ingrid Superstar, Ronald Tavel, Mary Woronov |                         |
| 1966 | Rick                                                                  | Roderick Clayton | nevydáno                |
| 1966 | Withering Heights                                                     | Charles Aberg, Ingrid Superstar | nevydáno                |
| 1966 | Paraphernalia                                                         | Susan Bottomly |                         |
| 1966 | Whips                                                                 | |                         |
| 1966 | Salvador Dalí                                                         | Salvador Dalí, Gerard Malanga |                         |
| 1966 | The Beard                                                             | Gerard Malanga, Mary Woronov |                         |
| 1966 | Superboy                                                              | Susan Bottomly, Ed Hood, Mary Woronov |                         |
| 1966 | Patrick                                                               | Patrick Fleming |                         |
| 1966 | Chelsea Girls                                                         | Brigid Berlin, Susan Bottomly, Eric Emerson, Gerard Malanga, Marie Menken, Nico, Ondine, Ingrid Superstar, Mary Woronov                                                                                    |                         |
| 1966 | Bufferin                                                              | Gerard Malanga |                         |
| 1966 | Bufferin Commercial                                                   | Jane Holzer, Gerard Malanga, Mario Montez |                         |
| 1966 | Susan-Space                                                           | Susan Bottomly |                         |
| 1966 | The Velvet Underground Tarot Cards                                    | John Cale, Nico, Susan Bottomly, Mary Woronov, Ingrid Superstar, Eric Emerson, John Wilcock, Lou Reed, Angelina „Pepper“ Davis, Maureen Tucker, Sterling Morrison, Danny Williams                          |                         |
| 1966 | Nico/Antoine                                                          | Susan Bottomly, Nico |                         |
| 1966 | Marcel Duchamp                                                        | |                         |
| 1966 | Dentist: Nico                                                         | Denis Deegan |                         |
| 1966 | Ivy                                                                   | Denis Deegan |                         |
| 1966 | Denis                                                                 | Denis Deegan |                         |
| 1966 | Ivy and Denis I                                                       | |                         |
| 1966 | Ivy and Denis II                                                      | |                         |
| 1966 | Tiger Hop                                                             | |                         |
| 1966 | The Andy Warhol Story                                                 | Edie Sedgwick, René Ricard |                         |
| 1966 | Since                                                                 | Susan Bottomly, Gerard Malanga, Ondine, Mary Woronov |                         |
| 1966 | The Bob Dylan Story                                                   | Paul Caruso, Marlowe Dupont, Susan Pile, Susan Bottomly, John Cale, Richard Rheem |                         |
| 1966 | Mrs. Warhol                                                           | Richard Rheem, Julia Warhola |                         |
| 1966 | Kiss the Boot                                                         | Gerard Malanga, Mary Woronov |                         |
| 1966 | Nancy Fish and Rodney                                                 | Nancy Fish |                         |
| 1966 | Courtroom                                                             | |                         |
| 1966 | Jail                                                                  | |                         |
| 1966 | Alien in Jail                                                         | |                         |
| 1966 | A Christmas Carol                                                     | Ondine |                         |
| 1966 | Four Stars (****)                                                     | | 25 hodin                |
| 1967 | Imitation of Christ                                                   | Tom Baker, Brigid Berlin, Pat Close, Andrea Feldman, Taylor Mead, Nico, Ondine |                         |
| 1967 | Ed Hood                                                               | Ed Hood |                         |
| 1967 | Donyale Luna                                                          | Donyale Luna |                         |
| 1967 | I, a Man                                                              | Tom Baker, Valerie Solanas, Ingrid Superstar, Ultra Violet, Viva |                         |
| 1967 | The Loves of Ondine                                                   | Ondine, Brigid Berlin, Viva |                         |
| 1967 | Bike Boy                                                              | Viva, Brigid Berlin, Ingrid Superstar |                         |
| 1967 | Tub Girls                                                             | Viva, Brigid Berlin, Taylor Mead |                         |
| 1967 | The Velvet Underground in Boston                                      | John Cale, Sterling Morrison, Maureen Tucker, Edie Sedgwick |                         |
| 1967 | The Nude Restaurant                                                   | Taylor Mead, Allen Midgette, Ingrid Superstar, Viva, Louis Waldon |                         |
| 1967 | Construction-Destruction-Construction                                 | Taylor Mead, Viva |                         |
| 1967 | Sunset                                                                | Nico |                         |
| 1967 | Withering Sighs                                                       | |                         |
| 1967 | Vibrations                                                            | |                         |
| 1968 | Lonesome Cowboys                                                      | Joe Dallessandro, Eric Emerson, Viva, Taylor Mead, Louis Waldon |                         |
| 1968 | San Diego Surf                                                        | Joe Dallessandro, Eric Emerson, Taylor Mead, Ingrid Superstar, Viva, |                         |
| 1968 | Flesh                                                                 | Jackie Curtis, Patti D'Arbanville, Candy Darling, Joe Dallessandro, Geraldine Smith |                         |
| 1969 | Blue Movie                                                            | Viva, Louis Waldon |                         |
| 1969 | Trash                                                                 | Joe Dallessandro, Andrea Feldman, Jane Forth, Geri Miller, Holly Woodlawn |                         |
| 1970 | Women in Revolt                                                       | Penny Arcade, Jackie Curtis, Candy Darling, Jane Forth, Geri Miller, Holly Woodlawn |                         |
| 1971 | Water                                                                 | |                         |
| 1971 | Factory Diaries                                                       | |                         |
| 1972 | Heat                                                                  | Joe Dallesandro, Pat Ast, Eric Emerson, Andrea Feldman, Sylvia Miles, Lester Persky |                         |
| 1973 | L'Amour                                                               | Jane Forth, Donna Jordan, Karl Lagerfeld |                         |
| 1973 | Flesh for Frankenstein                                                | Joe Dallesandro |                         |
| 1974 | Blood for Dracula                                                     | Joe Dallesandro |                         |
| 1973 | Vivian's Girls                                                        | Brigid Berlin, Candy Darling |                         |
|      | Phoney                                                                | Candy Darling, Maxime de la Falaise |                         |
| 1975 | Nothing Special footage                                               | Brigid Berlin, Angelica Huston, Paloma Picasso |                         |
| 1975 | Fight                                                                 | Brigid Berlin |                         |
| 1977 | Andy Warhol's Bad                                                     | Carroll Baker, Perry King, Susan Tyrrell |                         |